# Alfred Akoasene
Alfred Akoasene Abeng (Yaundé, Camerún; 25 de junio de 1989) es un futbolista camerunés. Juega como delantero en los Alacranes de Durango, de la Segunda División de México.

## Carrera
Comenzó jugando en el equipo de su ciudad, el Canon Yaoundé, hasta que fichó por los Alacranes de Durango de México donde se encuentra actualmente. Saldrá del equipo para el segundo semestre del 2015, dado que ya no tendría la edad reglamentaria para seguir participando en la división.

### Selección nacional
Ha llegado a ser internacional con Camerún varias veces.

## Clubes
| Club                 | País    | Año         |
| -------------------- | ------- | ----------- |
| Canon Yaoundé        | Camerún | 2009 - 2010 |
| Alacranes de Durango | México  | 2010 - 2015 |